# 法国陆军第11空降旅
第 11 伞兵旅是法国陆军的一个单位，主要是步兵，该旅是法国空降部队的一部分，其专门从事空战和空中突击。该旅的主要职责是在紧急情况下进行投射，以便对局势危机做出第一反应。该旅是法国陆军的精锐部队，由准将指挥，总部设在图卢兹附近的巴尔马。该旅的士兵和海军陆战空降队员均佩戴红色贝雷帽（苋菜色），但第二军团士兵则佩戴绿色贝雷帽。  
第11空降旅，原为第 11 轻型干预师 (11 e DLI)，由第 10 伞兵师(10e DP) 和第 25 伞兵师(25e DP) 的空降部队组建而成，两支部队均在阿尔及利亚战争期间的1961 年阿尔及尔政变后解散。  

## 部队组建
- 1961年5月1日；第11 轻型干预师，由解散的第 10 和第 25 伞兵师的空降部队组建而成。
- 1963年12月1日；第11师，由第11轻型干预师和第9旅(9e BDE)合并而成。
- 1971年4月1日；第11师成为第11空降师（11eDP）。
- 1999年6月；第11伞兵师成为第11空降旅（11eBP）。